# Eindhovens Dagblad
Het Eindhovens Dagblad (ED) is een Nederlands dagblad dat onder meer verschijnt in Eindhoven, Helmond, Valkenswaard, Veldhoven, Geldrop, Nuenen, Oirschot, Mierlo en Best. Het vormt een onderdeel van DPG Media. De hoofdredacteur is sinds 2022 Joris Roes.
Het Eindhovens Dagblad richt zich vooral op regionale nieuwsvoorziening. De redactie is gevestigd in Eindhoven, in gebouw Donna op Strijp-S. Tot medio 2024 had het ook een redactiekantoor in Helmond, gevestigd in het cultuurcomplex Cacaofabriek. Tot 1993 was het Helmonds Dagblad een kopblad van het Eindhovens Dagblad. In 1993 ging de Helmondse krant op in het ED.
Het ED maakt sinds februari 2015 deel uit van De Persgroep, na de overname van Wegener door de Belgische uitgever.

## Geschiedenis
Het eerste nummer van het Eindhovensch Dagblad verscheen op zaterdag 23 december 1911. Deze krant kreeg vanaf 1915 meer dan geduchte concurrentie van de Eindhovensche en Meijerijsche Courant, een fusiekrant met een uitgesproken katholieke signatuur. Een abonnement kostte in die tijd 1,30 gulden per kwartaal. In de jaren dertig telde het Eindhovensch Dagblad ca. 8000 abonnees, de Eindhovensche en Meijerijsche Courant ca. 18.000, hetgeen vooral te danken was aan het feit dat het liberalere ED op weinig sympathie van de kerkelijke overheden hoefde te rekenen.
In de oorlogsjaren had de courant het zwaar. In 1941 verdween de titel zelfs, omdat de Duitse bezetter een voorgenomen fusie met de concurrent, ingegeven door papierschaarste, op het laatste moment afblies. Een monopoliepositie in de regio Eindhoven van één pro-Duitse krant, een voortzetting van de Eindhovensche en Meijerijsche Courant die het Dagblad van het Zuiden ging heten, was het gevolg. Nog voor de val van Berlijn keerde de oude titel weer terug. Eindhoven werd namelijk op 18 september 1944 bevrijd.
Na de oorlog verkeerde het Eindhovensch Dagblad in hevige concurrentie met Oost-Brabant, een ander dagblad dat in Eindhoven verscheen. Oost-Brabant, in feite een poging tot voortzetting van de besmette Eindhovensche en Meijerijsche Courant, verloor abonnees aan het Eindhovensch Dagblad en de verontwaardiging was groot toen bleek dat de eigenaar van Oost-Brabant het Eindhovensch Dagblad had gekocht. Zes maanden later, in 1963, fuseerden de kranten. Ze gingen verder onder de titel Eindhovensch Dagblad, dagblad voor Oost-Brabant.
Binnen een jaar vond weer een fusie plaats. In april 1964 ging het Eindhovensch Dagblad samen met de Nieuwe Eindhovense Krant. Er vond een minieme naamswijziging plaats; de naam werd Eindhovens Dagblad.
In 1967 werd het Eindhovens Dagblad een dochteronderneming van de Verenigde Nederlandse Uitgeverijen (VNU). In datzelfde jaar kocht VNU ook het Helmonds Dagblad. Deze titel verdween in 1993 en het Eindhovens Dagblad maakte vervolgens zijn intrede in Helmond. In 2000 verkocht VNU haar dagbladengroep aan Wegener. In 2015 werd Wegener op zijn beurt overgenomen door het Vlaamse De Persgroep.
In 1994 was het Eindhovens Dagblad de eerste krant in Nederland met een internetversie.

## Edities
Het Eindhovens Dagblad kent de volgende regionale edities:
- Helmond
- Noord
- Oost
- Stad
- West
- Zuid

## Vanaf 2000
Het Eindhovens Dagblad (later bekend als ED) heeft een oplage van ongeveer 100.000 kranten. Sinds 3 oktober 2006 wordt de krant op tabloidformaat gedrukt. In november 2012 is de website van het ED geheel vernieuwd. Verder worden lokale nieuwsfeiten door EDtv in beeld gebracht. Deze korte filmpjes zijn ook te zien op de website van het ED.
Naast veranderingen op de website heeft het ED ook veranderingen in de verslaggeving doorgevoerd. Sinds augustus 2008 zijn ook weblogs te lezen op ED.nl, geschreven door eigen verslaggevers (bv. Rik Elfrink over PSV) of gastbloggers. Het ED heeft ook nieuwsapps voor smartphones, e-paper, tabletapps en is te volgen op sociale media zoals Twitter, Facebook en Instagram.

## Oplage
Gemiddeld verspreide oplage van het Eindhovens Dagblad tussen 2001 en 2017
Cijfers volgens HOI, Instituut voor Media Auditing